# Talmaza
Talmaza è un comune della Moldavia situato nel distretto di Ștefan Vodă di 7.250 abitanti al censimento del 2004.
Talmaza tanti anni fa è stata la seconda città più grande della Moldavia. Talmaza e altri comuni sono famosi per il vino, prodotto dall'enormi distese di viti.